# スポーツ・チーム
スポーツ・チーム（Sports Team）は、イギリスのロック・バンド。ペイヴメントやファミリー・キャット（The Family Cat）などの1990年代の音楽からの影響を公言している。

## 略歴
2016年、ケンブリッジ大学在学中に結成。バンド名についてボーカルのアレックスは「あまりちゃんと考えずに決めた」として、「6人メンバーがいて、チームとして動くからスポーツ・チームみたいかな」と考えて命名したという。
2018年1月、Nice Swan RecordsからデビューEP『Winter Nets』をリリース。
2019年3月、Holm Front RecordsからセカンドEP『Keep Walking!』をリリース。
2020年6月、ファースト・アルバム『Deep Down Happy』をアイランド・レコードからリリース。全英アルバムチャート初登場2位を記録した。

## メンバー
- アレックス・ライス (Alex Rice) - ボーカル
- ロブ・ナッグス (Rob Knaggs) - リズム・ギター、ボーカル
- ヘンリー・ヤング (Henry Young) -  リード・ギター
- オリー・デュードニー (Oli Dewdney) - ベース
- アル・グリーンウッド (Al Greenwood) - ドラム
- ベン・マック (Ben Mack) - キーボード

## ディスコグラフィ

### スタジオ・アルバム
- Deep Down Happy（2020年、Island）
- Gulp!（2022年、Island）
- Boys These Days（2025年、Bright Antenna）

### ライブ・アルバム
- Electric Ballroom Camden 22 March 2019（2019年）

### EP
- Winter Nets（2018年、Nice Swan）
- Keep Walking（2019年、Holm Front）
- Making Hay (2019年)

### コンピレーション・アルバム
- Plant Test（2021年）

### シングル
- "Liberal Friends" (2018年)
- "Margate / Kutcher" (2018年)
- "Get Along" (2018年)
- "Here It Comes Again" (2019年)
- "Fishing" (2019年)
- "The Races" (2020年)
- "Winter Nets 2.0" (2020年)